# Aeschynanthus lancilimbus
Aeschynanthus lancilimbus är en tvåhjärtbladig växtart som beskrevs av Wen Tsai Wang. Aeschynanthus lancilimbus ingår i släktet Aeschynanthus och familjen Gesneriaceae. Inga underarter finns listade i Catalogue of Life.